# Evangelhos de Lindisfarne

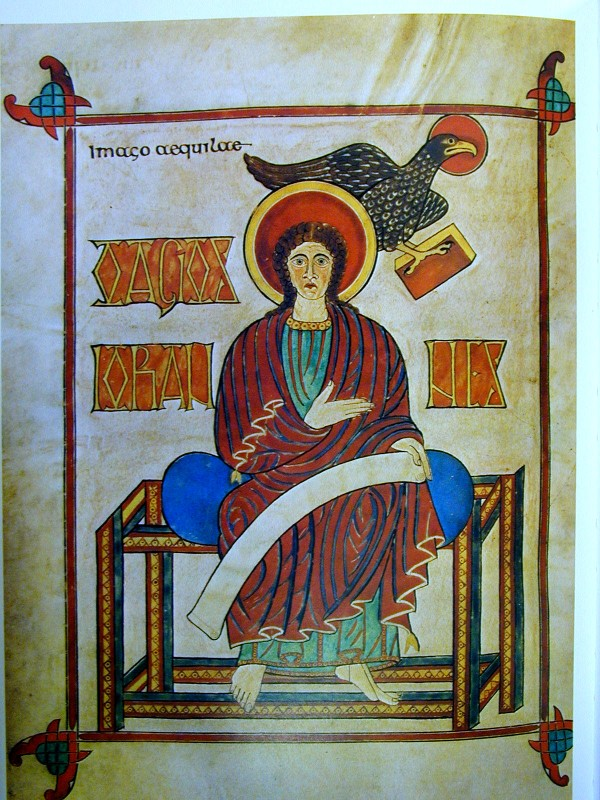
São João Evangelista nos Evangelhos de Lindisfarne (Londres, Biblioteca Britânica, MS Cotton Nero D IV, f. 209v).

Os Evangelhos de Lindisfarne (The Lindisfarne Gospels em inglês) são um dos mais renomados e importantes manuscritos iluminados do período medieval. Criado entre 680 e 720 d.C. na ilha de Lindisfarne, ao largo da costa da atual Inglaterra, o livro é uma das principais representações da arte celta e anglo-saxã da época. Composto por um conjunto de evangelhos, o manuscrito é famoso por suas ilustrações vívidas e complexas, que combinam elementos do cristianismo com a estética de culturas pagãs, como os pictos e os celtas .

## História e Contexto
O manuscrito foi criado por Eadfrith, um monge e bispo de Lindisfarne, que, segundo uma inscrição do século X, dedicou-se a copiar os Evangelhos e a decorá-los com uma intrincada arte iluminada, por "Deus e São Cuthbert, e, geralmente, por todos os santos da ilha" . O trabalho de Eadfrith demorou aproximadamente dez anos para ser concluído, e ele o fez em um período de grande instabilidade para a região, quando os vikings começaram a invadir o norte da Inglaterra.
O manuscrito sobreviveu ao ataque viking a Lindisfarne em 793 d.C., um milagre, dado a destruição causada pelos invasores. Ao longo dos séculos, os Lindisfarne Gospels foram preservados e, hoje, são mantidos na Biblioteca Britânica, sendo exibidos periodicamente em diferentes locais, como o Laing Gallery, em Newcastle .

## Características Artísticas
As páginas do manuscrito são feitas de pergaminho de vitela, com uma decoração minuciosa que abrange toda a obra. O estilo artístico do Lindisfarne Gospels é uma fusão entre elementos cristãos e estilos artísticos celtas e germânicos. Um exemplo notável disso é a página "carpet" (página do tapete), uma ilustração abstrata com padrões entrelaçados de cores como verde, dourado e rosa. Esses padrões são reminiscências de tapetes orientais, mas também podem ser comparados com a arte abstrata moderna, como as obras de Jackson Pollock .
As imagens do manuscrito têm uma carga simbólica profunda, e muitos dos desenhos, como serpentes e monstros, estão interligados com temas religiosos cristãos, mas também refletem as crenças e mitos locais da época. O Lindisfarne Gospels combina um sentido de sacralidade com elementos de uma era pagã, e seus padrões geométricos e desenhos intricados são usados como símbolos de uma nova ordem religiosa e cultural trazida pelo cristianismo .

## A Arte Iluminada e os Evangelhos
O livro contém os quatro evangelhos do Novo Testamento – Mateus, Marcos, Lucas e João – e é considerado um exemplo notável da arte iluminada anglo-saxã. Cada evangelho é introduzido por uma página decorada, e o evangelho de São João começa com uma deslumbrante decoração onde as palavras são transformadas em uma obra de arte. A letra inicial do evangelho de São João, a letra "N", é invertida e transformada para se adequar ao design exuberante da página, destacando a importância da palavra sagrada não apenas como mensagem, mas como um objeto precioso e divino .

## Conservação e Exposição
O manuscrito passou por várias vicissitudes ao longo dos séculos, sendo roubado em algumas ocasiões e devolvido a Lindisfarne. Durante séculos, ele permaneceu na ilha até que foi levado para a Biblioteca Britânica, onde é mantido atualmente. Embora o livro tenha sido exposto em vários lugares ao longo dos anos, ele é exibido apenas em partes devido à sua fragilidade. O Lindisfarne Gospels foi exibido em locais como a Catedral de Durham e, mais recentemente, no Laing Gallery, em Newcastle, onde esteve exposto entre setembro e dezembro de 2022 .
Em algumas exposições mais recentes, como a do Laing Gallery, o livro foi apresentado com uma abordagem moderna, incluindo interpretações artísticas contemporâneas, como o filme The Deliverers, de Jeremy Deller, que usou elementos visuais modernos, como batidas de clube e cores vibrantes, para tentar conectar o manuscrito com a cultura atual. Contudo, alguns críticos sugerem que, em vez de tentar modernizar a obra, deveríamos buscar uma maior compreensão do contexto histórico e cultural em que foi criada .

## Importância Cultural e Religiosa
O Lindisfarne Gospels não é apenas uma obra de arte, mas também um objeto de imenso valor histórico e religioso. Ele reflete o processo de conversão da Inglaterra ao cristianismo, bem como a complexa fusão entre o cristianismo e as culturas nativas britânicas e celtas. A arte do manuscrito, especialmente os detalhes das páginas iniciais de cada evangelho, ilustra a reverência pela palavra sagrada, ao mesmo tempo em que incorpora símbolos da cultura celta e germânica, como serpentes, dragões e padrões interligados .
Apesar de sua grandiosidade artística e histórica, a exposição do Lindisfarne Gospels também revela um dilema. A complexidade e a beleza da obra são inegáveis, mas o distanciamento temporal e cultural torna difícil para os visitantes contemporâneos se conectarem plenamente com a mensagem e a beleza do manuscrito. Como o crítico Jonathan Jones observa, o livro pertence a um mundo tão distante que a verdadeira compreensão exige uma viagem imaginativa para a época em que foi criado, ao invés de tentar fazer com que ele fale com o público moderno de maneira forçada .